# Williamsburg (Massachusetts)
Williamsburg es un pueblo ubicado en el condado de Hampshire en el estado estadounidense de Massachusetts. En el Censo de 2010 tenía una población de 2.482 habitantes y una densidad poblacional de 37,29 personas por km².

## Geografía
Williamsburg se encuentra ubicado en las coordenadas 42°24′20″N 72°43′34″O / 42.40556, -72.72611. Según la Oficina del Censo de los Estados Unidos, Williamsburg tiene una superficie total de 66.56 km², de la cual 66.21 km² corresponden a tierra firme y (0.53%) 0.35 km² es agua.

## Demografía
Según el censo de 2010, había 2.482 personas residiendo en Williamsburg. La densidad de población era de 37,29 hab./km². De los 2.482 habitantes, Williamsburg estaba compuesto por el 96.9% blancos, el 0.32% eran afroamericanos, el 0.08% eran amerindios, el 0.81% eran asiáticos, el 0% eran isleños del Pacífico, el 0.56% eran de otras razas y el 1.33% pertenecían a dos o más razas. Del total de la población el 1.97% eran hispanos o latinos de cualquier raza.